# Jorge de Cárdenas y Manrique de Lara
Jorge de Cárdenas y Manrique de Lara (Elche,[cita requerida] 1584-1644), fue un noble y militar español, grande de España, duque de Maqueda y de Nájera, virrey de Sicilia y gobernador de Orán y Mazalquivir.

## Biografía
Fue hijo de Bernardino de Cárdenas y Portugal, de quien heredó el ducado de Maqueda y el marquesado de Elche, y de Luisa Manrique de Lara, duquesa de Nájera. Viajó con su padre al reino de Sicilia cuando este fue nombrado virrey, siendo nombrado presidente del reino a los 16 años de edad y sustituyéndole provisionalmente en el gobierno de la isla tras su muerte entre diciembre de 1601 y mayo de 1602.
En 1616 Felipe III le encargó el gobierno de las plazas militares de Orán y Mazalquivir, en cuyo cargo permaneció durante diez años. Posteriormente Felipe IV le nombró capitán general de la armada y miembro del Consejo de Estado.
| Predecesor: Bernardino de Cárdenas y Portugal | Virrey de Sicilia 1601-1602                | Sucesor: Lorenzo Suárez de Figueroa |
| Predecesor: Felipe Ramírez de Arellano        | Gobernador de Orán y Mazalquivir 1616-1625 | Sucesor: Antonio Sancho Dávila      |